# Origin (biologia)
Origin, w skrócie ori – punkt wyjściowy replikacji, szczególna sekwencja nukleotydów w cząsteczce DNA lub RNA. Jest to miejsce inicjacji (rozpoczęcia) procesu replikacji DNA (u prokariontów i eukariontów) oraz replikacji RNA (u niektórych wirusów).